# معقد التوافق النسيجي الكبير القسم 1
معقد التوافق النسيجي الكبير القسم 1 واختصارا مهس القسم 1 (بالإنجليزية MHC class I) هو أحد قسمين رئيسيين من جزيئات معقد التوافق النسيجي الكبير (مهس MHC) وتتواجد على سطح جميع الخلايا التي تحتوي على نواة في أجسام الفقاريات، وتتواجد كذلك على الصفائح الدموية لكنها غير موجودة على الكريات الدموية الحمراء. وظيفتها هي عرض قطع ببتيدية من بروتينات أصلها من داخل الخلية للخلايا التائية القاتلة، يُثير هذا العرض استجابة مناعية من الجهاز المناعي ضد مستضد غير ذاتي معين يتم عرضه بواسطة بروتين مهس من القسم 1. لأن جزيئات مهس من القسم 1 تعرض ببتيدات مشتقة من بروتينات عصارية، يُسمى مسار مهس القسم 1 في الغالب بالمسار العصاي أو داخلي المنشأ.
لدى البشر مستضدات الكريات البيضاء البشرية (هلا HLA) الموافق لمهس القسم 1 هي: هلا-أ، هلا-ب، هلا-ج [الإنجليزية]

## البنية
جزيئات مهس القسم 1 هي مثنويات متغايرة تتكون من سلسلتي عديد ببتيد: السلسلة α وسلسلة الغلوبولين المكروي-β2 ‏(B2M). السلسلتان مرتبطتان بطريقة غير تساهمية عبر تآثر B2M مع النطاق α3. السلسلة α فقط متعددة الأشكال وتُرمّز بواسطة جين مستضد الكريات البيضاء البشرية، بينما الوحدة الفرعية B2M ليست متعددة الأشكال وتُرمّز بواسطة جين بيتا-2 غلوبولين مكروي [الإنجليزية] النطاق α3 عابر للغشاء الخلوي ويتآثر مع المستقبل المساعد CD8 الخاص بالخلايا التائية. يثبِت تآثر α3-CD8 جزيء مهس 1 في مكانه بينما يرتبط مستقبل الخلية التائية مع النطاقان α1-α2 ويعاين استمناع الببتيد المعروض. يتطوى النطاقان α1 وα2 ليشكلا ثلما ترتبط به الببتيدات. ترتبط جزيئات مهس القسم 1 في الغالب بالببتيدات التي طولها 8-10 حمض أميني، لكن ارتباطها بببتيدات أطول تم الإبلاغ عنه كذلك.